# High Hopes (álbum)
High Hopes es el decimoctavo álbum de estudio del músico estadounidense Bruce Springsteen, publicado por la compañía discográfica Columbia Records el 14 de enero de 2014. El álbum, que contó con la producción musical de Ron Aniello y Brendan O'Brien, incluye versiones de otros músicos, como «High Hopes» y«Just Like Fire Would», descartes de sesiones de grabación de anteriores trabajos, como «The Wall» y «Harry's Place», y regrabaciones de canciones antiguas como «The Ghost of Tom Joad» y «American Skin (41 Shots)». Además, y de forma similar a Wrecking Ball, incluye colaboraciones de Clarence Clemons y Danny Federici mediante grabaciones anteriores a sus respectivos fallecimientos.
El anuncio oficial se hizo público a través del perfil oficial de Springsteen en Facebook el 24 de noviembre de 2013, la víspera de publicarse el primer sencillo del álbum, «High Hopes». Tras su publicación, High Hopes alcanzó el primer puesto en países como Alemania, Escocia, España, Estados Unidos, Finlandia, Irlanda, Países Bajos, Reino Unido, Suecia y Suiza. Su primer puesto en la lista estadounidense Billboard 200 convirtió a Springsteen en el tercer artista con más números uno después de The Beatles y Jay-Z.

## Trasfondo
High Hopes es el primer trabajo de estudio de Bruce Springsteen en incluir una mezcla de nuevas canciones, descartes de sesiones de grabación anteriores y versiones de otros artistas. Según el propio músico: «La mejor manera de describir este disco es que es un poco anormal pero no mucho. Realmente no trabajo de forma lineal como otra gente hace».
Entre las canciones antiguas, «High Hopes», tema que da título al álbum, fue originalmente grabada en 1995 y publicada en el EP Blood Brothers. Según Springsteen, Tom Morello le sugirió interpretarla en directo durante la etapa por Australia de la gira Wrecking Ball Tour, y poco después la regrabaron en un estudio de grabación de Sídney. Por otra parte, «American Skin (41 Shots)» fue originalmente compuesta en 2000 en respuesta al asesinato de Amadou Diallo. Estrenada durante la gira de reunión con The E Street Band, una versión en directo fue publicada en el álbum Live in New York City, mientras que una versión en estudio apareció en un disco promocional en 2001. Durante la gira de promoción de Wrecking Ball, Springsteen volvió a interpretar «American Skin (41 Shots)» en respuesta al asesinato de Trayvon Martin. Finalmente, una versión folk de «The Ghost of Tom Joad» fue publicada como primer sencillo del álbum homónimo de 1995 e interpretada con frecuencia en directo a lo largo de la gira entre 2012 y 2013. La canción due también versionada por Rage Against the Machine y publicada en el álbum Renegades.
High Hopes también incluyó canciones originalmente escritas para otros discos como «Harry's Place», un descarte del álbum The Rising, Otras canciones como «Heaven's Wall», «Down in the Hole» y «Hunter of Invisible Game» fueron compuestas entre 2002 y 2008, mientras que «The Wall» fue escrita en 1998 y se basa en una idea de Joe Grushecky. La última relata la visita de Springsteen al memorial a los Veteranos del Vietnam en Washington D. C. y los recuerdos de Walter Cichon, un músico de Nueva Jersey que no regresó de la guerra de Vietnam. Según escribió Springsteen: «Walter fue uno de los mejores roqueros de Jersey Shore, quien junto a su hermano Ray –uno de mis primeros mentores– lideraron The Motifs. The Motifs fueron una banda local de rock que estaban siempre por encima de cualquiera. Crudos, sexys y rebeldes, eran los héroes que aspirabas ser».
Morello también inspiró a Springsteen a versionar dos canciones: «Just Like Fire Would», de la banda australiana The Saints originalmente publicada como sencillo en 1986, y «Dream Baby Dream», un tema del grupo Suicide. Una versión de «Dream Baby Dream» fue publicada en septiembre de 2013 como tributo a los seguidores de Springsteen que acudieron a conciertos de la gira Wrecking Ball Tour.

## Grabación
Springsteen comenzó a grabar High Hopes el 9 de diciembre de 2012, coincidiendo con el cumpleaños del productor Ron Aniello. El músico llamó a Aniello para decirle que tenía varias canciones que quería juntar. Sin embargo, encontrar tiempo para grabar el álbum fue difícil debido al desarrollo de la gira Wrecking Ball Tour. Aniello comenzó a producir el álbum en Los Ángeles mientras Springsteen estaba de gira con The E Street Band. Al respecto, Aniello comentó: «Él no estaba la mayor parte del tiempo, por lo que no podíamos sentarnos en una habitación y grabarlo. Todo pasó de una manera poco habitual. Pero una vez que empezamos y que él comenzó a descubrir lo que era exactamente... No estoy seguro de lo que tenía en mente al principio, pero este es el modo en que terminamos».
En marzo de 2013, el día antes de que Springsteen comenzara la parte de la gira en Australia, voló a Los Ángeles para realizar varias mezclas y una sesión de fotos. Durante la etapa australiana de la gira, Tom Morello se unió a Springsteen como sustituto de Steve Van Zandt. El grupo pasó gran parte de su tiempo libre grabando nuevas canciones. Aniello comentó que grabar en Australia fue una decisión espontánea que fue posible gracias a la presencia del ingeniero de sonido Nick DiDia. Otros temas fueron grabados en distintos estudios de grabación de Estados Unidos, incluyendo el estudio personal de Springsteen en Nueva Jersey.
Aniello comentó que habían grabado cerca de veinte canciones para el álbum, incluyendo temas predilectos de Springsteen que quedaron finalmente descartados. Aniello comentó: «El problema con Springsteen es que acepta su inspiración sin preguntarse, no lo analiza. Pero cuando llega el momento de analizar, es cuando aprieta los tornillos en todo. Luego va y viene con secuencias durante meses y meses hasta que consigue exactmante lo que quiere. No veo eso en ningún otro artista con el que trabajo. Generalmente es como: "¿Qué es una buena secuencia?", y luego: "Oh, los éxitos suenan bien al comienzo. Luego las malas canciones tienen que ir al final". No es el modo en que lo hace Bruce. Él tiene una historia que contar. Grabamos un montón y al comienzo era un disco más duradero. Bruce hizo lo mismo con Wrecking Ball. Tengo un trozo de papel con 15 canciones o lo que sea en él, y él dibuja una línea entre las cuatro últimas y dice: "Esto es todo. Dejemos fuera estas cuatro". Era como un cuchillo en mi corazón. Era como: "¡Esas eran mis favoritas!". Al final del día, sin embargo, él tiene razón. Tiene que ser como una pieza. Este es un experimento mucho más grande porque es muy diferente".

## Promoción
El 28 de diciembre de 2013, la web Amazon.com filtró accidentalmente el álbum como descarga digital a través de su aplicación para móviles. A pesar de que la compañía eliminó el contenido al poco tiempo, el álbum estuvo disponible en Internet varias semanas antes de su publicación.
El 12 de enero de 2014, la serie de televisión The Good Wife incluyó extractos de tres canciones «High Hopes», «Hunter of Invisible Game» y «The Ghost of Tom Joad») durante un episodio. Además, entre las 10:00 del mismo día y las 19:00 del día siguiente, el álbum al completo se pudo escuchar en formato streaming a través de la web de CBS. El uso de canciones de Springsteen fue parte de un acuerdo entre Columbia Records y CBS para promocionar ampliamente el álbum de una forma poco usual y atraer a sus seguidores a la serie de televisión y a la web del canal. Springsteen comentó sobre el acuerdo: «Esta es música que sentía la necesidad de publicar. Sentí que todas ellas merecen un hogar y una escucha».
Dos días después, Springsteen interpretó «High Hopes», «Heaven's Wall» y «Just Like Fire Would» con The E Street Band y Tom Morello en el programa Late Night with Jimmy Fallon. Además, el músico también participó junto a Fallon en un sketch interpretando una versión cómica de «Born to Run» titulada «Gov. Christie Traffic Jam», en la que parodió los problemas políticos del gobernador de Nueva Jersey, Chris Christie.

## Recepción
Tras su publicación, High Hopes obtuvo reseñas generalmente positivas de la prensa musical, con una media ponderada de 66 sobre 100 en la web Metacritic basada en 30 reseñas. Brian Mansfield, de USA Today, otorgó al álbum tres estrellas y destacó que las mejores partes del álbum «vienen de sus canciones más conocidas», y que con 64 años «suena musicalmente vigorizado» porque la publicación le fuerza a «moverse hacia delante en lugar de mantenerse demasiado arraigado en un pasado descendente». Stephen Thomas Erlewine, del portal Allmusic, otorgó al álbum tres estrellas y media de un total de cinco y afirmó: «Estrictamente hablando, estas doce canciones no son coherentes en un estado de ánimo o narrativo pero tras dos décadas de discos deliberados, es bastante emocionante escuchar a Springsteen deleitándose en un lío de contradicciones». En la revista Rolling Stone, David Fricke escribió: «El efecto acumulativo de esta masa de viejas, prestadas, tristes y renovadas -versiones, descartes y redefiniciones de dos clásicos- es retrospectivo con un filo cortante, parecido a uno de los conciertos del cantante: lleno de sorpresas, todas con una razón para estar ahí».
En The Independent, Andy Gill destacó: «Aunque carece de la unidad temática que uno espera de un álbum de Springsteen, High Hopes tiene mucho que recomendar, particularmente el modo en que el guitarrista de Rage Against the Machine Tom Morello ha revitalizado el viejo material». Kyle Anderson, de Entertainment Weekly, señaló que el álbum «cree en el espíritu humano y también en el poder de la indignación»,  el cual en el disco «crepita con inmediatez, a pesar de la naturaleza de adoquines-juntos del material». La revista Billboard otorgó al álbum una calificación de 83 sobre 100 y afirmó que «la producción de Aniello definitivamente realza y no distrae u oscurece las canciones», mientras que Jonathan Bernstein, de American Songwriter, comentó que «High Hopes se parece mucho a una secuela de Wrecking Ball, pero con un Springsteen menos enojado y censurable, más alegremente cansado en esta ocasión». Por otra parte, Hardeep Phull, de New York Post, advirtió que «hay algunas piezas de oro y plata para encontrar, pero los trozos de basura arrojados en la mezcla convierten al álbum en una inconsistente realidad frustrante». En musicOMH, Daniel Paton calificó el álbum con cuatro estrellas y señaló que «sus giros impredecibles y las vueltas son en sí mismo muy fascinantes».
Neil McCormick, de The Daily Telegraph, calificó el álbum con tres estrellas y escribió: «Hay un montón de buen material aquí, pero no se sostiene junto y no se acerca a ser uno de los mejores álbumes de Springsteen». Por otra parte, la revista Mojo calificó el álbum con tres estrellas sobre un total de cuatro, destacaron canciones como «Hunter of Invisible Game», a la que llamaron dylanesca y con hermosas letras, y señalaron a «American Skin (41 Shots)», «Just Like Fire Would» y «Dream Baby Dream» como canciones clave del álbum.
A nivel comercial, High Hopes debutó en el primer puesto de las listas de discos más vendidos de varios países, incluyendo los Estados Unidos y el Reino Unido. En los Estados Unidos, High Hopes se convirtió en el decimoprimer álbum de Springsteen en alcanzar el primer puesto de la lista Billboard 200, con un total de 95 000 copias vendidas durante su primera semana, convirtiendo al músico en el tercer artista con más números uno en el país solo por detrás de The Beatles y de Jay-Z. El álbum también debutó en el primer puesto en las listas de éxitos de Alemania, Escocia, España, Finlandia, Irlanda, Países Bajos, Suecia y Suiza.

## Lista de canciones
Todas las canciones escritas y compuestas por Bruce Springsteen, excepto donde se indica. 
| N.º | Título                     | Escritor(es)          | Duración |  |
| 1.  | «High Hopes»               | Tim Scott McConnell   | 4:57     |  |
| 2.  | «Harry's Place»            |                       | 4:04     |  |
| 3.  | «American Skin (41 Shots)» |                       | 7:23     |  |
| 4.  | «Just Like Fire Would»     | Chris Bailey          | 3:53     |  |
| 5.  | «Down In The Hole»         |                       | 4:57     |  |
| 6.  | «Heaven's Wall»            |                       | 3:50     |  |
| 7.  | «Frankie Fell In Love»     |                       | 2:46     |  |
| 8.  | «This Is Your Sword»       |                       | 2:50     |  |
| 9.  | «Hunter Of Invisible Game» |                       | 4:40     |  |
| 10. | «The Ghost of Tom Joad»    |                       | 7:30     |  |
| 11. | «The Wall»                 |                       | 4:15     |  |
| 12. | «Dream Baby Dream»         | Martin Rev, Alan Vega | 5:03     |  |

| DVD: Born in the U.S.A. Live at Queen Elizabeth Olympic Park, London (edición deluxe) |                          |          |  |
| N.º                                                                                   | Título                   | Duración |  |
| 1.                                                                                    | «Born in the U.S.A.»     |          |  |
| 2.                                                                                    | «Cover Me»               |          |  |
| 3.                                                                                    | «Darlington County»      |          |  |
| 4.                                                                                    | «Working on the Highway» |          |  |
| 5.                                                                                    | «Downbound Train»        |          |  |
| 6.                                                                                    | «I'm on Fire»            |          |  |
| 7.                                                                                    | «No Surrender»           |          |  |
| 8.                                                                                    | «Bobby Jean»             |          |  |
| 9.                                                                                    | «I'm Goin' Down»         |          |  |
| 10.                                                                                   | «Glory Days»             |          |  |
| 11.                                                                                   | «Dancing in the Dark»    |          |  |
| 12.                                                                                   | «My Hometown»            |          |  |

## Personal
| The E Street Band - Bruce Springsteen: voz, guitarra y percusión (tema 1, 3 y 7), bajo y loop de percusión (tema 6), sintetizador (temas 6, 8 y 12), piano (temas 8 y 12), banjo (tema 8), mandolina (temas 7, 8 y 12), vibráfono (tema 1), batería (tema 11) y armonio (tema 12) - Roy Bittan: piano y órgano (tema 8) - Clarence Clemons: saxofón (temas 2 y 5) - Danny Federici: órgano (temas 5 y 11) - Nils Lofgren: guitarra y coros - Patti Scialfa: coros - Garry Tallent: bajo - Steven Van Zandt: guitarra y coros - Max Weinberg: batería (excepto en temas 8 y 11) | Otros músicos - Jake Clemons: saxofón y coros - Charles Giordano: acordeón, órgano y coros - Ed Manion: saxofón - Tom Morello: guitarra (temas 1, 2, 3, 4, 6, 9, 10 y 12) y voz (tema 10) - Soozie Tyrell: violín y coros - Ron Aniello: batería y loop de percusión, sintetizadores, guitarra, guitarra de doce cuerdas, órgnao, acordeón y vibráfono - Sam Bardfeld: violín (temas 6, 7 y 8) - Everett Bradley: percusión y coros - Barry Danielian: trompeta - Josh Freese: batería (tema 8) - Clark Gayton: trombón y tuba - Stan Harrison: saxofón - Curtis King: coros - Cindy Mizelle: coros - Michelle Moore: coros - Curt Ramm: trompeta - Evan Springsteen: coros (tema 5) - Jessica Springsteen: coros (tema 5) - Samuel Springsteen: coros (tema 5) |

## Posición en listas
| País              | Lista                       | Posición |
| ----------------- | --------------------------- | -------- |
| Alemania          | Media Control Albums Charts | 1        |
| Austria           | Ö3 Austria Top 40           | 2        |
| Bélgica (Flandes) | Ultratop 200 Albums         | 1        |
| Bélgica (Valonia) | Ultratop 200 Albums         | 4        |
| España            | Promusicae Albums Chart     | 1        |
| Estados Unidos    | Billboard 200               | 1        |
| Finlandia         | Albums Top 50               | 1        |
| Irlanda           | Irish Albums Chart          | 1        |
| Países Bajos      | Mega Album Top 100          | 1        |
| Reino Unido       | UK Album Chart              | 1        |
| Suecia            | Albums Top 60               | 1        |
| Suiza             | Top Albums 100              | 1        |